# Робърт Гарет
Робърт Гарет (на английски: Robert Garrett) е американски лекоатлет, олимпийски шампион в хвърлянето на диск и тласкането на гюле от първите летни олимпийски игри в Атина през 1896 година. Освен това има два сребърни медала от същата Олимпиада – в състезанията по дълъг и висок скок – и два бронзови медала от Олимпиадата в Париж през 1900 година – в тласкане на гюле и троен скок от място. 

## Биография
Гарет е роден на 24 юни 1875 година в богато банкерско семейство в Балтимор, щата Мериленд, САЩ. 
Преди олимпийските игри в Атина Гарет е капитан на лекоатлетическия отбор на Принстънския университет. Професор Уилям Слоун му предлага да опита хвърлянето на диск – неизвестна в Америка лекоатлетическа дисциплина. На олимпийските игри Гарет побеждава местния фаворит Панагиотис Параскевополус и печели олимпийската титла в дисциплината. На следващия ден Гарет завършва втори в скока на дължина и печели втората си олимпийска титла в тласкането на гюле, провело се половин час след края на дългия скок. 
На следващите олимпийски игри, провели се в Париж през 1900 година, Гарет печели два бронзови медала – в тласкането на гюле и тройния скок от място. С шестте си олимпийски медала Гарет е най-успешният атлет на Принстънския университет. 
След олимпийските си успехи Гарет става успешен и много богат инвестиционен банкер. Участва в управителните съвети на няколко компании и събира колекция от древноегипетски ръкописи. 

## Лични рекорди
- висок скок: 1,65 метра (1896) [2]
- дълъг скок: 6,68 метра (1897) [2]
- тласкане на гюле: 13,14 метра (1897) [2]
- хвърляне на диск: 33,70 метра (1897) [2]